# Kofi Schulz
Kofi Schulz (Berlino, 21 luglio 1989) è un calciatore tedesco con cittadinanza ghanese, difensore del Mes Rafsanjan.

## Carriera
Ha giocato nella massima serie dei campionati svizzero ed austriaco.